# Tlàloc
Tlàloc és un déu de la mitologia asteca encarregat de l'aigua i, per tant, de les precipitacions i la fertilitat a canvi de sacrificis de nens (escollits entre els infants malalts de cada poble). A la seva cara tenia unes serps i es cobria el cap amb plomes. La seva cara era negra o de tons blaus i verds, com les aigües. Vivia en un Paradís on anaven a parar els esperits dels ofegats i leprosos. Als temples i tòtems se'l dibuixava envoltat de llamps i pluges o bé amb una creu florida, el seu símbol. Un altre símbol més tardà és la serp amb dos caps que es miren l'un a l'altre.